# マーディア県
マーディア県（マーディアけん、アラビア語：ولاية المهدية、英語：Mahdia Governorate） は、チュニジアの県である。チュニジアの中央東に位置する。人口は378,000人（2004年）、面積は2,966km2。県都はマーディアである。

## 隣接する県
- スファックス県
- ケルアン県
- スース県
- モナスティル県